# Харбах, Чед
Чед Харбах (англ. Chad Harbach) — американский писатель, редактор журнала n+1, наиболее известен своим романом «Искусство поля» (The Art of Fielding) .

## Биография
Родился в городе Расин. Выпускник Гарварда.

## Сноски
1. ↑  Deutsche Nationalbibliothek Record #1025574656 // Gemeinsame Normdatei (нем.) — 2012—2016.
2. ↑  http://articles.chicagotribune.com/2012-05-08/news/chi-art-of-fielding-with-chad-harbach-20120508_1_fielding-printers-row-journal-readers
3. ↑  The 'New York Times' names its 100 Notable Books of 2011 Архивная копия от 21 февраля 2015 на Wayback Machine
4. ↑   Susan Hodara, "Intellectual Entrepreneurs: A highbrow journal rises in an era of sound bites," Harvard Magazine, January–February, 2010.
5. ↑  n + 1 Archive Chad Harbach Архивная копия от 21 февраля 2015 на Wayback Machine